# Христо Топракчиев
Христо Андреев Топракчиев е български летец, офицер (поручик).

## Биография
Роден е в Бургас на 16 декември 1887 г. Детските си години прекарва в Сливен, откъдето са неговите родители. Завършва Военното на Негово Княжеско Височество училище.
На 2 август 1908 г. е произведен в чин поручик и служи в 1-ва пионерна дружина. Участва в конкурса за авиатори и през пролетта на 1912 г. е изпратен във Франция в училището на Луи Блерио в Етамп. След завръщането си е назначен за командир на Аеропланното отделение до завръщането на Радул Милков.
Христо Топракчиев и Симеон Петров първи в света разработват специална методика за кацане със спрял двигател. Тя влиза в програмата на Луи Блерио за обучение на пилоти. Във Франция е издадена пощенска картичка с образа на Топракчиев.
В началото на Балканската война, на 17 октомври 1912 г., Топракчиев извършва разузнавателен полет над Одрин. Лети ниско, всявайки ужас у турците.
Поручик Топракчиев е първият загинал в българската военна авиация. Загива при злополука на 19 октомври 1912 г. На този ден няма записани бойни излитания според дневника на Аеропланното отделение. Там е отбелязано следното: „Изпитване на аеропланите над аеродрума. Смъртно падане на поручик Топракчиев.“ Загива при облитане на своя самолет „Блерио“, руско производство, след като предишния ден лично е заменил част от стабилизатора му. Самолетът му се разбива близо до летището.
Дълго време над това скръбно събитие в историята на българската авиация тегне твърдението, че Топракчиев е първата жертва в историята на световната военна авиация и че загива при изпълнение на бойна задача. То се заражда след 1930 г. и се развива в различни варианти, които носят отражението на своето време – стоварването на вината върху доставените нискокачествени самолети „Блерио“ от Русия и по-късно (по времето на социализма) героизирането му като член на партията на тесните социалисти. Историческата истина е, че първата жертва на военната авиация е италианският летец Пиетро Манзини, който загива само 4 месеца по-рано – по време на Триполитанската война срещу Турция в Северна Африка на 12 август 1912 г.

## Признание
- Училището в Божурище е наречено в негова чест „Летец Христо Топракчиев“.
- Улица в район „Искър“ в София е наименувана на Топракчиев през 2005 г.
- В градския парк на Свиленград е издигнат негов паметник в цял ръст върху постамент, на който са изписани името и делата му.
- В Сливен е издигнат бюст-паметник на летеца в градската градина.
- В Божурище е открит барелеф на Топракчиев в парк „Орлите“.